# 광주 삼거동 고인돌군
삼거동고인돌군(三巨洞고인돌群)은 광주광역시 광산구 삼거동에 있는 청동시대의 고인돌군이다. 1990년 11월 15일 광주광역시의 문화재자료 제17호로 지정되었다.

## 개요
지석묘는 청동기시대의 대표적인 무덤으로 고인돌이라고도 부르며, 주로 경제력이 있거나 정치권력을 가진 지배층의 무덤으로 알려져 있다.
우리나라의 고인돌은 4개의 받침돌을 세워 돌방을 만들고 그 위에 거대하고 평평한 덮개돌을 올려 놓은 탁자식과, 땅속에 돌방을 만들고 작은 받침돌을 세운 뒤 그 위에 덮개돌을 올린 바둑판식으로 구분된다.
광주광역시 광산구에 있는 이 고인돌은 바둑판식으로 주변 200m 이내의 구릉 위에 모두 49기가 2개의 무리를 지어 분포하고 있다. 49기의 고인돌중 20여 기는 덮개돌을 지탱하는 받침돌이 없으며, 덮개돌은 원형과 타원형으로 형태가 일정하지 않다.
23기로 이루어진 한 무리의 고인돌은 동서로 위치하고 있는데, 2기만 덮개돌이 1∼1.3m로 두껍고 나머지는 얇은 편이다. 또 다른 한 무리는 북두칠성 모양으로 모여 있는데 크기는 모두 작은 편이다. 이곳에는 돌을 구할 수 있는 장소가 없기 때문에 외부에서 운반하여 고인돌을 만든 것으로 보이고, 칠성마을이라는 이름은 고인돌이 놓인 형태에서 따온 것 같다.

## 참고 자료
- 삼거동고인돌군 - 국가유산청 국가유산포털